# Jacquinia clarendonensis
Jacquinia clarendonensis är en viveväxtart som beskrevs av W.T. Stearn. Jacquinia clarendonensis ingår i släktet Jacquinia och familjen viveväxter. Inga underarter finns listade i Catalogue of Life.